# Aphodiinae
Sous-famille
Les Aphodiinae sont une sous-famille d'insectes de l'ordre des coléoptères, de la super-famille des Scarabaeoidea (scarabées), de la famille des Scarabaeidae.

## Pas de consensus en bases de données Web
La position des Aphodiinae ne fait pas consensus dans les bases de données actuellement disponibles sur le Web. Selon la majorité dont ITIS cette sous-famille appartient à la famille des Scarabaeidae. Selon Fauna Europaea c'est une sous-famille des Aphodiidae.

## Genres rencontrés en Europe
- Acanthobodilus
- Acrossus Mulsant, 1842
- Agoliinus
- Agolius
- Agrilinus Mulsant & Rey, 1870
- Ahermodontus
- Alocoderus
- Amidorus
- Ammoecius
- Anomius
- Aphodius  Illiger, 1798
- Biralus
- Bodilus
- Calamosternus
- Chilothorax
- Cnemisus
- Colobopterus
- Coprimorphus
- Coptochiroides
- Erytus
- Esymus
- Eudolus
- Euheptaulacus
- Euorodalus
- Eupleurus
- Heptaulacus
- Labarrus
- Limarus
- Liothorax
- Loraphodius
- Loraspis
- Mecynodes
- Megatelus
- Melinopterus Mulsant 1842
- Mendidaphodius
- Mendidius
- Mothon
- Neagolius
- Nialus
- Nimbus
- Nobius
- Orodaliscus
- Oromus
- Otophorus
- Oxyomus
- Paracoptochirus
- Parammoecius
- Phaeaphodius
- Phalacronothus
- Plagiogonus
- Planolinus
- Pseudacrossus
- Pseudesymus
- Pubinus
- Sigorus
- Subrinus
- Teuchestes
- Trichonotulus
- Volinus Mulsant & Rey, 1870